# 山本敦輝
山本 敦輝（やまもと あつき、2002年1月2日 - ）は、ジャパンラグビーリーグワン東京サントリーサンゴリアスに所属するラグビー選手。

## プロフィール
- 大阪府大阪市出身。
- ポジションはプロップ(PR)
- 身長 178 cm、体重 110 kg
- ニックネームはあつき。

## 来歴
12歳からラグビーを始めた。
2020年、常翔学園高校卒業後、同志社大学に入学。なお常翔学園高校時代、高校日本代表に選ばれたことがある。
2023年、同志社大学ラグビー部の主将に就任。
2024年、アーリーエントリーで東京サントリーサンゴリアスに加入。

## 参考資料
- 東京サントリーサンゴリアス メンバー
- 山本敦輝 (@chii111114) - X（旧Twitter）
- 山本敦輝 (@y_ats_102) - Instagram